# Yazlıca, Doğanhisar
Yazlıca là một xã thuộc huyện Doğanhisar, tỉnh Konya, Thổ Nhĩ Kỳ. Dân số thời điểm năm 2011 là 804 người.